# Can Catà de la Vall
Can Catà de la Vall és una masia al terme municipal de Sant Andreu de Llavaneres (Maresme) inclosa a l'Inventari del Patrimoni Arquitectònic de Catalunya. Al costat hi ha la masoveria, també inventariada de manera independent.

## Arquitectura

### Masia
Masia pairal de tres cossos i una torrassa de guaita a la cantonada esquerra. Té planta baixa i dos pisos, amb la coberta a dos vessants. Totes les obertures estan emmarcades amb pedra granítica. A la façana principal hi ha un portal d'entrada en arc de mig punt de tretze peces, a sobre del qual hi ha la data de 1609. La casa és de planta quadrangular; al segon pis hi ha les golfes, que formen un espai unitari. A la part posterior té un celler de grans dimensions, cobert amb dues arcades de pedra encaixada. A l'interior hi ha una escala de pedra granítica amb una columna amb base i capitell gòtic, coronada per una imatge esculpida en pedra calcària.
Al costat de la casa hi ha una petita capella, obra del segle xviii, i a l'altre costat unes dependències per als mossos i les corts.

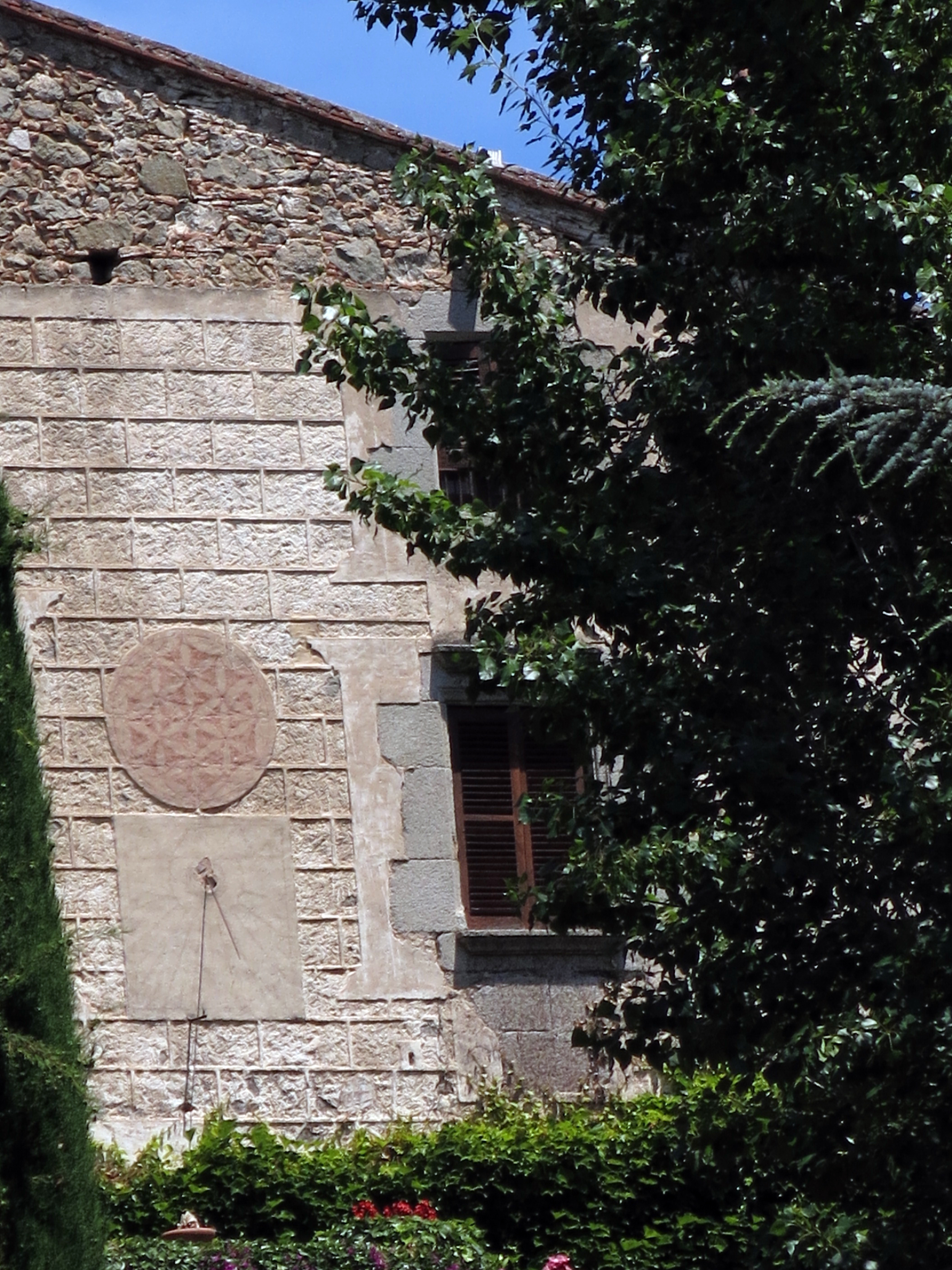
Detall de la façana amb el rellotge de sol

Aquesta masia estava emmurallada. De la muralla se'n conserven les dues parets laterals i les dues portalades amb llindes d'arc rebaixat.

### Masoveria
Can Catà de la Vall és una masoveria del selgle XVI inclosa a l'Inventari del Patrimoni Arquitectònic de Catalunya. Casa de planta quadrada, consta de dos cossos i dues plantes. La façana lateral, convertida en principal, mostra un portal de mig punt fet de maó col·locat en forma de plec de llibre. Al damunt hi ha un finestral gòtic de tipus conopial del segle xvi, així com dos més de posteriors, del segle xvii. La masoveria queda fora del clos emmurallat de la masia gran.

## Història
El primer de maig de 1543, el rei Carles I d'Aragó va signar el privilegi pel qual les parròquies de Sant Andreu i Sant Vicenç de Llavaneres podien constituir universitat pròpia, és a dir, Ajuntament, i escollir batlle per elles mateixes.
La família Catà de la Vall és de les més antigues de Llavaneres. El primer batlle que va tenir el poble el 1548 va ser Pere Catà de la Vall i, en èpoques posteriors, diferents documents canònics i escriptures de propietats ens permeten de seguir la trajectòria de la família.
Segons consta a la visita pastoral de 1726, deixà el dret de patronatge als hereus i successors de Francesc Catà de la Vall, drets que Pere Catà havia tingut fins a 1713. Després venen Llorenç Catà de la Vall (de 1713 a 1746), Francesc Catà (de 1746 a 1755) i Andreu Catà (de 1755 a 1760). Passen els drets de patronatge a Marià Vieta, de 1790 a 1791, i després a Salvador Vieta i Catà de la Vall. Cap a la meitat del segle xix, aquesta família desapareix de Llavaneres.